# رنه رنش
رنه رنش (آلمانی: René Rensch؛ زادهٔ ۱۸ مارس ۱۹۶۹) قایقران روئینگ اهل آلمان شرقی بود.